# くまの子ウーフ
『くまの子ウーフ』（くまのこウーフ）は、神沢利子・作、井上洋介・絵による児童文学作品。1969年（昭和44年）にポプラ社より刊行。全9編の短編から成り、『続くまの子ウーフ』（1984年、ポプラ社、2001年に『こんにちはウーフ』と改題）、『ウーフとツネタとミミちゃんと』（2001年、ポプラ社）と合わせ、『くまの子ウーフの童話集』となっている。第1作『くまの子ウーフ』の日本国内での累計発行部数は2010年10月現在で97万部。日本語以外にも6つの言語に翻訳されている。『くまの子ウーフの童話集』は小学校の国語の教科書にも教材として掲載された。また、絵本やアニメーション作品ともなっている。数々の児童文学作品を創作してきた神沢利子の代表作の一つである。
擬人化された動物たちが登場する作品で、主人公である子熊のウーフが日々を過ごすうちにわきあがる疑問に自分なりの答えを見つけていく物語。ウーフは自由奔放で実に「子供らしい」キャラクターであるが、その問いは自分は何者か、何から出来ているのか、いのちの価値など哲学的なテーマとなっている。

## あらすじ
『くまの子ウーフの童話集』1作目、『くまの子ウーフ』より。
さかなには なぜしたがない
木の下で昼寝をしていたウーフは、自分以外のものになりたいと思いだす。それは木になれば木登りをしなくても蜂蜜が舐められるから、木になりたいとか、ミツバチになれば、家に蜂蜜があるからミツバチになりたいといったようなものだった。小川に来たウーフは、涼しい水の中で一日中水浴びをしていられる魚になりたいと思うようになる。川にいたフナに話しかけるも、フナは魚になるためには目を空けたままにしなければならないと言う。フナはウーフをテストするが、ウーフはまばたきをこらえきれず不合格となる。さらに、フナは自分の口を見せながら、魚になるには舌を抜かなければならないと伝える。ウーフは怖くなって家に逃げ帰る。家に帰ると母親は魚にはまぶたや舌が無いことを教え、ウーフも「ああ、ぼく、よかったなあ。くまの子でよかったなあ。」と安心する。
ウーフは おしっこでできてるか？？
ウーフは朝食を食べながら、卵を割ると必ずたまごが出てくることに気付く。父親との会話から、卵は黄身と白身から、スプーンはステンレスから、イスは木からできていることなどを知る。朝食を終えたウーフは外に遊びに出かける。途中めんどりに出会い、めんどりが毎日卵を産むことから、めんどりの中には卵が100個以上入っており、めんどりは卵で出来ていると思いつく。そのことを聞いためんどりは驚き、その拍子に卵を産み落とす。めんどりと別れたウーフはキツネのツネタに出会う。ウーフはツネタにめんどりは卵で出来ていると教えるが、逆にツネタに「ウーフは何で出来ているか」と質問される。ツネタはウーフが出すのは「おしっこ」だからウーフはおしっこでできているとからかい、卵を持っていってしまう。ツネタを追いかけたウーフは転んでしまい、涙をこぼし、足からは血が出てくる。ウーフは自分の体から出てくるものがおしっこだけでないことに気付く。ウーフは転がりながら家に帰り、母親に自分が何で出来ているか伝える。「ぼくでできてるの。ウーフは、ウーフでできてるんだよ。」
いざというときって どんなとき？
泥だらけになって遊ぶウーフ。家に帰ると驚いた母親はすぐさまウーフを風呂に入れる。母親は何度も湯をかけながら、汚れているといざというときに役立たないと教える。リスは半日も尻尾の手入れをして、天敵から枝を伝って逃れるときに、それをパラシュートのように使うことを教える。しかし、ウーフは自分の尻尾が役に立つのか疑問に思うが、母親はそれに答えてくれない。風呂上りに母親からハーモニカを渡され、外で体を乾かしながらハーモニカを吹くウーフ。その音にひきつけられ様々な虫が集まり、ウーフの毛の中に入り込んでくる。ウーフの毛はいざという時に役立ったのである。
きつつきのみつけた たから
ハーモニカを吹いていたウーフはツネタに出会う。ツネタは山の木の下には海賊の宝が隠されていると教え、キツツキは、この下に宝があるか、木にたずねるため木をつついているのだと語る。ウーフは宝が気になり、キツツキの木をつつく音の方向に向かっていく。木をつつく音がするその場所にいたキツツキのゲラにウーフは宝が見つかったか問いかける。ゲラは見つかったと答え、ハーモニカを吹いて欲しいとウーフに頼む。ウーフは不思議に思い、宝を見せて欲しいと言う。ゲラが見つけた宝は、つがいになるメスのキツツキであった。
ちょうちょだけに なぜなくの
夕方、一匹の蝶がウーフの家に迷い込んできた。ウーフは捕まえようとするがなかなか捕まらない。窓から逃げようとする蝶を逃がすまいと窓を閉めるウーフ。しかし、蝶は窓に挟まれ死んでしまう。死んだ蝶の墓を作ってあげるウーフ。そこにウサギのミミとツネタがやってくる。ウーフが泣いていたのを見て、ツネタはなぜ泣くのか聞く。遊んでいて羽がむしれて死んだトンボのときや、おしりで踏み潰したテントウムシの時は泣かず、さらには肉や魚を食べているのに、どうして蝶の時だけ泣くのか、と問う。ウーフは答えられず涙を流し、ミミもツネタも去っていく。墓に供えたドロップにはアリが群がり、ウーフは蝶にあげたものだからと群がるアリに怒鳴る。しまいにはアリに上げるぐらいならと、ドロップを口の中に入れてしまう。口の中ではアリの「出してくれ」という小さな声が聞こえるようだった。
たからがふえると いそがしい
たまごが生まれたゲラの家を訪れるウーフ。母親から卵泥棒の話を聞き、泥棒が現れたら退治しようと小石と棒を持って森へかけつける。森の中でゲラの卵を狙うヘビを見つけ、ゲラの妻とともに退治する。ちょうどその時ゲラの雛たちが孵化する。その日からゲラは雛たちのために来る日も来る日もエサを取りに奔走する。ウーフはゲラの宝物が増えたことを知り、宝が増えると忙しくなるんだなと感心する。
おっことさないもの なんだ？
ある暑い日。昼寝をしていたウーフは空の雲を見つめながら、ソフトクリームを食べたいと夢想する。そこへ小鳥のピピがやって来て、暑ければ毛皮を脱げばいいし、毛皮を売れば金持ちになると教える。毛皮を脱ごうとするも当然脱げず、ピピはハサミを持ってきて切りとろうとする。痛さに堪りかねたウーフは怒鳴り、ピピはどこかへ行ってしまう。悲しくなって泣いていたウーフにコガネムシが話しかける。ウーフがお金持ちになりたいことを伝えると、コガネムシ自分は以前金持ちだったが、今は金を入れた鞄を落としてしまったため、一文無しになってしまったと語り、落としたりなくしたりしないものだけ持っていればいいとウーフにアドバイスを送る。帰宅したウーフは母親に落とさないものをねだるが、母親に手も足も落としていないし、くまの子は何でも持っていると諭されてうれしくなる。
？ ？ ？
野原で無くしたボタンを探すミミに出会うウーフ。ボタンを見つけるとウーフはミミの耳が長いことについて質問する。ウサギの耳が長いのは何でもよく聞こえるためだと知ったウーフは、ミミの聴覚を試してみる。遠くから小さな声で「ミミちゃん、すき」と言うと、ミミはうれしそうにしながら「よくきこえない」と繰り返す。そこにツネタが現れ、この言葉を試してみろと伝える。ウーフが小さな声でそれを言うと、ミミは「さっきすきだっていったのに」と泣きながら怒る。ウーフはさっきは聞こえてなかったはずなのにと訝しがる。ミミとツネタは去ってしまい、取り残されたウーフは「うーふーう」とため息をついた。
くま一ぴきぶんは ねずみ百ぴきぶんか
ウーフの近所では天気のいい日が続いたため水不足に陥っていた。ウーフは散歩中、ぐったりとしているカタツムリとカニを見つけポケットにしまいこむ。途中でツネタの親子が川で魚を取っているところに出会うが、ウーフは邪険に扱われてしまう。家に帰るとウーフの家の井戸は壊れており、ミミの家に水をもらいに行く。バケツを持って並んでいるとリスのキキとネズミのチチが、ウーフのバケツが大きすぎる、くまは1匹でネズミ100匹分だと抗議する。むっとしたウーフはカタツムリとカニの分だけ水をもらい、家に帰る。井戸は修理が終わり、その3日後には雨が降った。父親は貯水池を作る計画があることをウーフに話す。ウーフはそれを聞いてくまはネズミ100匹分食べるから、ネズミ100匹分働けばいいと思いつく。父親は笑いながら、くまはくま1匹分で誰かの何匹分じゃないとウーフに語る。

## 作品解説
作者の神沢利子は執筆当時、ファンタジー児童文学作品において知られていた。『くまの子ウーフ』とほぼ同時期には長編ファンタジー『銀のほのおの国』を執筆している。本作品はこれまで創作してきた作品とは異なり、ストーリーによらずもっと詩的な形で物事の本質に迫りたいと試みた作品である。ウーフが吹くハーモニカの「りら るら すいー」やキツツキが木をつつく「こんこん ころろろーん ころろろーん」といった作中に多く存在する擬音的表現にも詩的な部分を見て取れる。主人公のウーフをはじめとして登場キャラクターたちは擬人化というよりも、人間の子供を「擬獣化」したキャラクターとなっており、ウーフが持つ疑問は、大人を時折はっとさせる幼児の質問を髣髴とさせ、子供たちの思考や認識をありのままの形で描いた作品として評価されている。子供たちが自身のアイデンティティー、実存を問う作品として、それまで児童文学のスタンダードであった浜田広介の「ひろすけ童話」を打ち破るものと評価され、いぬいとみこの『ながいながいペンギンの話』や中川李枝子の『いやいやえん』、松谷みよ子の『ちいさいモモちゃん』などと並び、児童文学の新たな時代を切り開いた作品として評されている。また、楽しく素晴らしい作品ではあるものの、心温まる、癒される童話では決してなく、読後に心が揺れるようなすっきりしない感覚が得られる、考えさせられる作品という評価もある。
累計発行部数は90万部を超え、日本語以外にも韓国語、中国語（台湾）、オランダ語、フランス語、ポルトガル語（ブラジル）、ドイツ語に翻訳されている。また、1979年から1984年にかけて『くまの子ウーフの絵本』全10巻が刊行されている。映像作品としては1983年に、今日では日本を代表する人形アニメーターとして知られる真賀里文子によって自主制作アニメが作られている。2000年にはNHKのあつまれ!わんパークでもアニメ化されている。
作者の神沢は樺太で育ち、直接出会うようなことまでは無かったが、クマというものが身近な存在であった。ウーフは誰かがモデルにいるわけではなく、神沢自身の中にいる子供を描いているという。そのため可愛らしい子供を描いていても、決して甘ったるくならず適度な距離感があると評するものもいる。挿絵を担当した井上洋介は文章を読み終えずに描き始めたため、当初ウーフは裸であった。制作途中に「かにをポケットにいれて」という描写を見て、あわてて吊りズボンを描き足したという。

## 教材としての採用
『くまの子ウーフの童話集』は長きに渡って教材として小学校の国語の教科書に掲載されてきた。光村図書では昭和52年度版の小学2年生の教科書に『ウーフは おしっこでできてるか？？』を採用し（題名は『くまの子ウーフ』）、その後掲載タイトルを『おかあさん おめでとう』に変えながら昭和64年度版（平成元年度版）まで掲載、平成12年度版で再度掲載している。日本書籍では昭和52年度版から『くま一ぴきぶんは ねずみ百ぴきぶんか』を昭和58年度版まで小学3年生の教科書に掲載。昭和61年度版からは小学2年生の教科書に『ウーフは おしっこでできてるか？？』を掲載、平成12年度版まで教材として掲載している。大阪書籍では小学1年生の教材として『ぴかぴかのウーフ』を平成元年度版から平成17年度版まで掲載している。学校図書は平成8年度版から平成17年度版まで『くま一ぴき分はねずみ百ぴき分か』を小学2年生の教科書に掲載している。教育出版では平成14年度版に『ちょうちょだけに、なぜなくの』が採用されている。
複数の教科書で長い間、教材として利用されてきた理由として、読むことと心情理解を重視する日本の国語教育に合致していたという分析がある。『ウーフは おしっこでできてるか？？』はタイトルが興味を惹きつけるものとなっており、児童が読まされるのではなく自ら進んで読むことにつながり、その内容の楽しさが読むことへの積極性を高める。また、ウーフの考えを推し量るに当たって、自由な発想を許す内容であることも、子供の想像力を高める点で教科書に採用されてきた理由の一つとする分析がある。しかし、『くまの子ウーフ』の巻頭を飾る『さかなには なぜしたがない』は一度も教科書に採用されておらず、これは自分に自信を持てず、他人をうらやみ、楽することばかり考える「子供らしい」ウーフが、大人の求める純真無垢な「子供らしさ」に合わないからだとの考察がある。また、限られた時間の授業現場では子供たちが理解し、共感しやすい作品が求められ、『くまの子ウーフの童話集』の中でも道徳的で分かりやすい作品が教材として採用されているという意見もある。

### 教科書に掲載された『くまの子ウーフの童話集』一覧
|          | 昭和52年度 | 昭和55年度 | 昭和58年度 | 昭和61年度 | 昭和64年度 （平成元年度） | 平成4年度 | 平成8年度 | 平成12年度 | 平成14年度 | 平成17年度 |
| -------- | ---------- | ---------- | ---------- | ---------- | ------------------------- | --------- | --------- | ---------- | ---------- | ---------- |
| 光村図書 | ☆          | ☆          | ☆          | △          | △                         |           |           | ☆          |            |            |
| 日本書籍 | ○          | ○          | ○          | ☆          | ☆                         | ☆         | ☆         | ☆          |            | —          |
| 大阪書籍 |            |            |            |            | ☐                         | ☐         | ☐         | ☐          | ☐          | ☐          |
| 学校図書 |            |            |            |            |                           |           | ○         | ○          | ○          | ○          |
| 教育出版 |            |            |            |            |                           |           |           |            | ◎          |            |

- ☆ - ウーフは おしっこでできてるか？？（『くまの子ウーフ』）
- △ - おかあさん おめでとう（『こんにちはウーフ』）
- ○ - くま一ぴきぶんは ねずみ百ぴきぶんか（『くまの子ウーフ』）
- ☐ - ぴかぴかのウーフ（『こんにちはウーフ』）
- ◎ - ちょうちょだけに、なぜなくの（『くまの子ウーフ』）

## テレビアニメ
2000年4月9日から7月16日までNHK教育テレビのあつまれ!わんパーク内にて放送。
製作に『ThunderCats』など海外作品を手掛けてきたパシフィック・アニメーション・コーポレーションが関わっており、本作は数少ない国内作品での製作案件となっている。

### キャスト
- ウーフ（声 - 加藤築）
- おとうさん（声 - 堀内賢雄）
- おかあさん（声 - 小林優子）
- ツネタ（声 - 西村朋紘）
- ミミ（声 - 手島侑巳）
- ピッピ（声 - 真田アサミ）

### 主題歌
オープニング「くまの子ウーフ」
エンディング「大好きのうた」（映像ソフトのみ収録）
作詞 - 吉元由美 / 作・編曲 - 池毅 / 歌 - 白木由美

### スタッフ
- 原作 - 神沢利子、井上洋介
- 企画 - 飯塚正樹
- プロデューサー - 前山賢邦、宮下勇治
- 脚本 - やすみ哲夫
- キャラクターデザイン - 野中和実
- 音楽 - 加羽沢美濃
- アニメーション制作 - ノーサイド
- 製作 - パシフィックアニメーション、日本コロムビア、ノーサイド

### 放映リスト
本放送時は一部話数を入れ替えた上で放送が行われた。
| #      | # （本放送順） | サブタイトル                         | 放送日        |
| ------ | -------------- | ------------------------------------ | ------------- |
| 第1話  | 第2話          | ウーフはおしっこでできてるか?        | 2000年 4月9日 |
| 第2話  | 第1話          | おひさまはだかんぼ                   | 4月16日       |
| 第3話  | 第3話          | おかあさんおめでとう                 | 4月23日       |
| 第4話  | 第4話          | まいごのまいごのフーとクー           | 4月30日       |
| 第5話  | 第5話          | きつつきのみつけたたから             | 5月7日        |
| 第6話  | 第7話          | ミミちゃんのみみ                     | 5月14日       |
| 第7話  | 第6話          | たからがふえるといそがしい           | 5月21日       |
| 第8話  | 第8話          | ウーフのおつかいかぞえうた           | 5月28日       |
| 第9話  | 第9話          | 何にもなれないか?                    | 6月4日        |
| 第10話 | 第10話         | ぶつぶついうのはだぁれ               | 6月11日       |
| 第11話 | 第11話         | ぴかぴかのウーフ                     | 6月18日       |
| 第12話 | 第12話         | ゆでたまごまーだ                     | 6月25日       |
| 第13話 | 第13話         | くまいっぴきぶんはねずみ百ぴきぶんか | 7月2日        |
| 第14話 | 第14話         | きょうはいい日                       | 7月9日        |
| 第15話 | 第15話         | くまの子ウーフの海すいよく           | 7月16日       |